# Abitibi (district électoral)
Pour les articles homonymes, voir Abitibi (homonymie).
Abitibi est un ancien district électoral provincial situé dans la région de l'Abitibi-Témiscamingue (Québec). Il a existé de 1922 à 1944.

## Historique
Précédé de : Témiscamingue
Suivi de : Abitibi-Est et Abitibi-Ouest
Le district électoral d'Abitibi a été créé en 1922 avec la partie nord du district de Témiscamingue. Ce territoire correspondait grosso modo au territoire de l'ancien district de Pontiac (le territoire du début du siècle et non pas celui actuellement).
Le district d'Abitibi a été dissous en 1944 pour former les districts d'Abitibi-Est et d'Abitibi-Ouest.

## Liste des députés
| Législature                                | Années    | Député         | Député                  | Parti           |
| ------------------------------------------ | --------- | -------------- | ----------------------- | --------------- |
| Abitibi Créée depuis Témiscamingue         |           |                |                         |                 |
| 16e                                        | 1923–1923 |                | Joseph-Édouard Perrault | Libéral         |
| 16e                                        | 1923–1927 | Hector Authier |                         | Libéral         |
| 17e                                        | 1927–1931 | Hector Authier |                         | Libéral         |
| 18e                                        | 1931–1935 | Hector Authier |                         | Libéral         |
| 19e                                        | 1935–1936 | Hector Authier |                         | Libéral         |
| 20e                                        | 1936–1939 |                | Émile Lesage            | Union nationale |
| 21e                                        | 1939–1944 |                | Félix Allard            | Libéral         |
| Dissoute dans Abitibi-Est et Abitibi-Ouest |           |                |                         |                 |

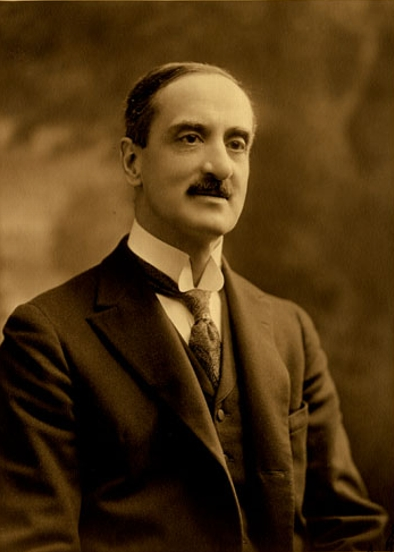
Joseph-Édouard Perrault, député en 1923.
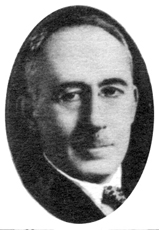
Hector Authier, député de 1923-1936.